# Tung Metall
Tung Metall (även kallad Tungmetall) var en svensk serietidning med mestadels science fiction- och fantasy-serier. Tidningen gavs ut av serieförlaget RSR Epix AB åren 1986–1990, med sammanlagt 50 nummer.

## Historik
Tung Metall var en svensk version av franska Métal Hurlant. Den franska vuxenserietidningen kom under 1970- och 1980-talet att inspirera till avläggare och lokala versioner i ett antal olika länder. Den mest kända är nog USA:s Heavy Metal, men tyska Schwermetall, danska Total Metal och argentinska Fierro är andra efterföljare. Lokala versioner gavs även ut i Spanien, Italien och Nederländerna.
I Sverige föregicks Tung Metall av Pulserande Metal, startad i maj 1984 (samma månad som Epix). Pulserande Metal tvangs dock lägga ner utgivningen efter endast fyra nummer, och det expansiva serieförlaget RSR Epix satsade 1986 på att fylla den här saknade nischen – SF-serier för en vuxen målgrupp –  i sitt tidningssortiment.
Efter tidningens nedläggning fortsatte förlaget under 1991 och 1992 att ge ut liknande serier i tidningen 2000+.

## Publicerade serier (urval)
Tung Metall tryckte framför allt SF-serier från USA, Sydeuropa och Argentina. Detta inkluderade:
- Den av Richard Corben
- Druuna av Paolo Eleuteri Serpieri
- En dröm om mjölk och honung av Michael T. Gilbert
- Gudarnas marknad av Enki Bilal
- Inkalen (Incal) av Jodorowsky och Moebius
- Linda och Valentin (tidig publicering av det första äventyret på svenska) av Christin och Jean-Claude Mézières
- Shelter av Chantal Montellier
- Shninkelns stora makt av Grzegorz Rosiński och Jean Van Hamme.

Andra serieskapare som passerade revy i tidningen var:
- argentinarna Horacio Altuna, Alberto Breccia och Juan Gimenez
- de franska Enki Bilal, Caza, Nicole Claveloux, Philippe Druillet, Jean-Claude Mézières, Chantal Montellier och Alain Voss
- amerikanerna Richard Corben och Jeff Jones
- spanjorerna Miguel Angel Prado och Vicente Segrelles

## Tungmetall presenterar
Tidningen kom så småningom (1989) även att ge namn åt en albumkollektion på förlaget. Titeln blev Tungmetall presenterar, efter en alternativ benämning på tidningen.

## Utgivningsfakta
- 50 utgivna nummer
- ISSN-nummer: ISSN 0283-0035
- tryck i färg och svart/vitt, magasinsformat